# Tomáš Pustina
Tomáš Pustina (2. května 1977 – 10. dubna 2016, Rozkoš u Humpolce) byl se svou výškou 226 cm druhým nejvyšším známým Čechem a od roku 2006 je zapsán v České knize rekordů. V době zápisu měl 224 cm a vážil 170 kg.

## Zdravotní obtíže
Do základní školy byl Tomáš Pustina zdravé dítě. Po tom, co začal ve 14 letech nekontrolovaně růst, mu lékaři diagnostikovali nádor na mozku, jež mu přivodil nemoc akromegalii, zvýšenou produkci růstového hormonu. Pro svou váhu měl Tomáš Pustina později zdravotní problémy. Pod enormní váhou se mu bortily kosti, problémy měl hlavně s koleny a kyčlemi. Kvůli tomu nosil speciálně upravené ortopedické boty, musel mít na míru vyztužené lůžko a nestandardně velký vozík s větší nosností. Na stehenní kosti mu lékaři voperovali titanové výztuže, ty mu ale pod tíhou postupně praskly. Pustina tak musel opakovaně prodělávat operace. Tyto obtíže způsobily, že musel zůstávat doma, obtížně se mu pohybovalo. Pro svou enormní výšku byl mediálně známý a v roce 2009 ho obsadil do epizodní role chovance psychiatrické léčebny ve filmu Hodinu nevíš režisér Dan Svátek. Tomáš Pustina zemřel ve svém domě ve věku 38 let v noci na 10. dubna 2016 na celkovou otravu organismu, údajně jako důsledek otevřených bércových vředů.

## Nejvyšší Čech
Tomáš Pustina byl druhým známým nejvyšším Čechem v historii. Absolutně nejvyšším byl s 242 cm Josef Drásal žijící v letech 1841 až 1886. Ve světě je v současnosti nejvyšší Turek Sultan Kösen s 251 cm, který je od roku 2009 zapsán do Guinnessovy knihy rekordů. Jiný údaj hovoří o Ukrajinci Leonidovi Stadnykovi (* 1971), který ale odmítl přesné měření. V historii pak byl nejvyšší člověk Američan Robert Wadlow s 272 cm žijící v letech 1918–1940.